# قزل‌دیزج
قزل‌دیزج یکی از روستاهای استان آذربایجان شرقی ایران است که در دهستان آجی‌چای بخش مرکزی شهرستان تبریز واقع شده‌است.

## جمعیت
بر اساس نتایج سرشماری سال ۱۳۹۵ منتشر شده در سایت مرکز آمار ایران جمعیت قزل‌دیزج ۱۵۸۰ نفر بوده که از آن تعداد ۸۲۰ نفر مرد و ۷۶۰ نفر زن می‌باشد و تعداد ۳۶۵ خانوار در روستای قزل‌دیزج زندگی می‌کنند.
این آمار طبق نتایج سرشماری سال ۱۳۹۰ شامل ۱۵۷۴ نفر جمعیت و تعداد ۳۹۸ خانوار بود.
این روستا طبق نتایج سرشماری سال ۱۳۸۵ دارای ۱۳۳۳ نفر جمعیت بود.

## موقعیت جغرافیایی
روستای قزل‌دیزج در ۳۸ درجه و ۴ دقیقه عرض شمالی و ۴۵ درجه و ۵۹ دقیقه طول شرقی و در ارتفاع ۱۳۲۰ متری از سطح دریا واقع شده‌است. این روستا در سمت غرب تبریز و وابسته به بخش مرکزی شهرستان تبریز بوده و از طریق جاده مایان حدوداً ۳۴ کیلومتر با شهر تبریز فاصله دارد. روستای مایان سفلی در جوار شرقی روستای قزل‌دیزج قرار دارد.

## رویداد تاریخی
تقی رفعت که مدیر روزنامه تجدد و نشریه آزادیستان و از پیشگامان شعر نو در ایران بوده و از همراهان شیخ محمد خیابانی بود، در سال ۱۲۹۹ خورشیدی یک روز پس از شکست قیام تبریز و کشته شدن شیخ محمد خیابانی در قریهٔ قزل دیزج (نزدیک شهر تبریز) در سن سی و یک سالگی با شنیدن خبر قتل شیخ انتحار کرد.